# جدعون لي
جدعون لي (بالإنجليزية: Gideon Lee)‏ (و. 1778 – 1841 م) هو سياسي من الولايات المتحدة الأمريكية ولد في أميرست، ماساتشوستس.